# Der Schacht
Der Schacht (Originaltitel El Hoyo, internationaler englischsprachiger Titel The Platform) ist ein spanischer Science-Fiction-Thriller von Galder Gaztelu-Urrutia, der im September 2019 beim Toronto International Film Festival erstmals gezeigt und am 20. März 2020 in das Programm von Netflix aufgenommen wurde. Er spielt in einem vertikalen Gefängnis, in dem das Essen für die Gefangenen auf einer herabsinkenden Plattform transportiert wird, sodass die tiefer gelegenen Gefangenen nur abbekommen, was die höher gelegenen Gefangenen übriglassen.

## Inhalt

### Der Schacht
Der Film spielt in einer dystopischen Zukunft ausschließlich in einem Gefängnis mit dem titelgebenden Namen „Der Schacht“, von der Verwaltung „Vertikales Zentrum für Selbstverwaltung“ genannt. Es ist ein Turm, in dem die Zellen, die jeweils von zwei Insassen bewohnt werden, übereinander liegen. Die Anzahl an Zellen, die genannt wird, steigert sich im Verlauf des Films; insgesamt sind es 333, die von oben nach unten nummeriert sind, mit einer Ebene 0 und einem letzten dunklen Keller. Die Insassen erhalten bei Aufnahme einen neuen Namen und dürfen einen Gegenstand mit hineinnehmen. Jede Zelle ist identisch aufgebaut und minimalistisch eingerichtet: An zwei gegenüberliegenden Wänden befindet sich jeweils ein Bett, an einer weiteren Wand eine Toilette und ein Waschbecken, gegenüber ein rotes und ein grünes Licht und in der Mitte des Bodens ein rechteckiges Loch.
Auf der obersten Ebene 0 wird von Köchen eine Plattform mit erlesenen Speisen bedeckt, die dann durch den Schacht herabfährt und so die Gefangenen mit Essen beliefert. Wenn die Plattform auf einer Ebene ankommt, geht das rote Licht aus und das grüne an. Die Insassen jeder Ebene haben zwei Minuten Zeit, um zu essen, bevor die Plattform zur nächsten herabsinkt, und dürfen nichts als Vorrat behalten, denn dann wird die Zelle unerträglich warm oder kalt, bis sie das Behaltene durch den Schacht wegwerfen. Laut der Verwaltung gibt es theoretisch für alle genug Essen, wenn jeder nur das nähme, was er braucht. Dies wird „spontane Solidarität“ genannt. Tatsächlich schlagen sich die höheren Ebenen den Bauch voll, während die tiefer gelegenen Ebenen nur kriegen, was übrig gelassen wird. Den mittleren Ebenen bleiben angeknabberte Reste, sehr viel tieferen Ebenen nur Knochen und leere Servierplatten. Allerdings wird nach Ablauf eines Monats ein Narkosegas in die Zellen eingeleitet, das die Insassen betäubt, die daraufhin mit denselben oder unterschiedlichen Partnern in eine andere Zelle verteilt werden, sodass jeder mal weiter oben oder weiter unten landen kann.

### Handlung
„Es gibt drei Arten von Leuten: die von oben; die von unten; die, die fallen.“

Goreng (indonesisch für gebraten, siehe Nasi Goreng oder Bami Goreng), der sich selbst für sechs Monate hat einliefern lassen, um einen anerkannten Abschluss zu erhalten, und als Gegenstand eine Ausgabe Don Quijote mitgenommen hat, erwacht auf Ebene 48. Sein Zellenpartner ist Trimagasi, der jemanden getötet hat, indem er seinen Fernseher aus dem Fenster geworfen hat, nachdem er sich über eine TV-Werbung für ein Messer aufgeregt hatte. Dieses Messer ist sein mitgebrachter Gegenstand.

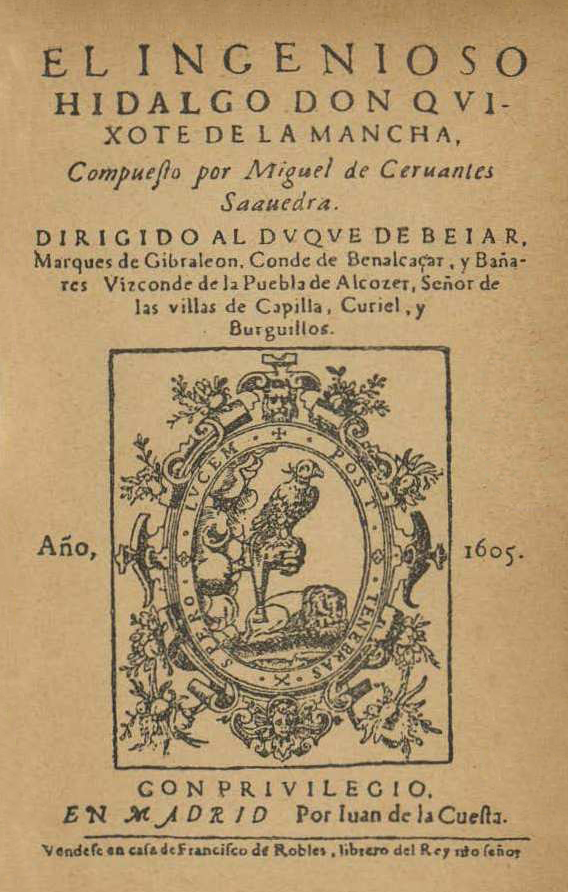
Goreng kann nur ein Objekt mitbringen und wählt eine Kopie von Miguel de Cervantes’ Meisterwerk Don Quijote

Trimagasi (indonesisch terima kasih Danke), der schon viele Monate im Schacht verbracht hat, erklärt Goreng den Schacht: Goreng soll die unter ihnen nicht ansprechen, weil sie unter ihnen sind, und die über ihnen nicht, weil sie über ihnen sind. Als die Essensplatte ankommt, isst Trimagasi wie ein Tier mit den Fingern. Goreng hat keinen Hunger, steckt aber einen Apfel ein. Daraufhin erhitzt sich die Ebene und er muss den Apfel hinunterwerfen. In der Nacht stürzt eine Person oben den Schacht hinunter. Am zweiten Tag isst Goreng wieder nichts. Trimagasi erzählt, die tiefste Ebene, in der er war, ist 132, und dass dort kein Essen mehr ankommt. Als Goreng mit denen über ihnen über Essenseinteilung reden will, unterstellt Trimagasi ihm, Kommunist zu sein; als Goreng mit denen unter ihnen reden will, die aber mehr Wein fordern, pinkelt Trimagasi auf sie herab, denn diese stehen ja unter ihm. Am dritten Tag isst Goreng das erste Mal mit. Am vierten Tag beschuldigt er Trimagasi, auf der 132 seinen Zellenpartner umgebracht zu haben. Als die Plattform kommt, sitzt darauf eine Frau namens Miharu, die ihr Kind sucht. Auf Ebene 49 ziehen die Insassen sie von der Plattform; sie aber tötet die beiden und setzt sich wieder auf die Plattform. Goreng beginnt, Trimagasi aus Don Quijote vorzulesen.
Nach dem Monatswechsel befinden sie sich auf Ebene 171. Goreng wacht gefesselt in seinem Bett auf. Die Schreie derer, die beim Aufwachen erkennen, dass sie eine sehr tiefe Ebene erwischt haben, sind zu hören und einige stürzen sich den Schacht herunter. Trimagasi will Goreng eine Woche wie Escargots fasten lassen und ab dem achten Tag Fleisch von ihm abschneiden, von dem er ihm selbst zu essen geben will. Als er ein Stück abschneidet, kommt Miharu mit der Plattform herunter. Sie attackiert Trimagasi und sticht ihm in den Hals. Dann befreit sie Goreng, der daraufhin Trimagasi tötet.
Goreng ernährt sich, anfangs sehr widerwillig, von kleinen Fleischstücken aus dem leblosen Körper Trimagasis, die ihm von Miharu angereicht und teilweise vorgekaut werden. In seinen Träumen erscheint von nun an Trimagasi, da er durch den Verzehr seines Fleisches physisch ein Teil von Goreng geworden ist.
Das nächste Mal befindet Goreng sich auf Ebene 33 mit einer Frau namens Imogiri, die er als diejenige, die seine Aufnahmeprozedur durchgeführt hat, erkennt. Sie ist wie er freiwillig im Schacht und hat ihren Hund dabei. Als die Plattform kommt, macht sie zwei ausreichende Portionen für die Personen in Ebene 34 fertig und bittet diese, nur das Nötigste zu essen und Portionen für Ebene 35 zu richten. Dies versucht sie vierzehn Tage lang erfolglos, bis Goreng droht, jeden Tag auf das Essen zu koten. Beim nächsten Essen liegt Miharu verletzt auf der Plattform und Goreng legt sie in sein Bett. Imogiri erklärt, dass es keine Kinder im Schacht gäbe und Miharu nicht zu suchen brauche. Nachts streiten die Frauen, da Miharu den Hund für sein Fleisch getötet hat, weswegen sie weiterziehen muss. Imogiri sagt, dass sie in der Verwaltung nicht gewusst habe, was sie damit anrichtet, Leute in den Schacht zu schicken.
Beim nächsten Mal wacht Goreng auf Ebene 202 auf und sieht, dass Imogiri sich erhängt hat. Er hört in seinem Kopf, dass sie es getan hat, damit er sich von ihr ernähren könne. Als die Plattform kommt, nimmt er eine Tellerscherbe, mit der er Striche für die Zahl der Ebenen unter ihm in die Wand ritzt. Erst nach langer Zeit schneidet er Fleisch von Imogiri ab.
Beim nächsten Mal ist Goreng auf Ebene 6. Sein Zellenpartner Baharat nahm ein Seil mit und bittet die Personen auf Ebene 5, ihn raufzulassen. Als er fast oben ist, nehmen sie aber nicht seine Hand, sondern koten in sein Gesicht, worauf er runterfällt. Goreng verhindert, dass Baharat hinabstürzt. In der Nacht beschließen sie, auf der Plattform herunterzufahren, Essen zu verteilen und schließlich wieder mit der Plattform hochzufahren. Aus dem Bettgestell reißen sie sich Stangen, um die Leute von der Plattform fernzuhalten. Auf Ebene 7 beschließt Goreng, dass sie erst ab Ebene 51 Essen verteilen, weil die oberen täglich etwas abbekommen. Auf einer Ebene begegnen sie einem Mann, den Baharat kennt und als weise bezeichnet. Er sagt, dass die Verwaltung ihre Botschaft nicht verstehen kann, da sie gewissenslos ist, aber vielleicht die Arbeiter von Ebene 0. Als Symbol bräuchten sie eine köstliche Speise, die unangetastet nach oben zurückgeschickt wird – ausgewählt wird Panna cotta. Als auf einer Ebene Miharu von den Insassen angegriffen wird, kämpfen sie gegen die Männer und töten sie, können Miharu jedoch nicht retten.
Nachdem schon lange nur noch die Panna cotta übrig ist, bleibt die Plattform schließlich auf Ebene 333 stehen, obwohl scheinbar niemand da ist, sodass Baharat meint, es sei die letzte und sie würden danach wieder hochfahren. Goreng sieht aber unter einem Bett ein Kind und sie springen ab, worauf die Plattform in den Keller fährt. Sie geben dem Mädchen die Panna cotta zu essen. In der Nacht stirbt Baharat und Goreng beschließt, dass das Mädchen die Botschaft sei. Als die Plattform am nächsten Tag ankommt, fährt er mit dem Mädchen in den Keller. Trimagasi überzeugt ihn abzusteigen, da die Botschaft keinen Überbringer braucht. Das Mädchen fährt alleine wieder hoch.

## Analyse

### Interpretation
Für den Kritiker Lucas Barwenczik ist Der Schacht eine kritische Allegorie auf den Kapitalismus mit einer Klassenhierarchie aus mehr Vermögenden (den Oberen) und Mittellosen (den Unteren); eine Parabel auf die Brutalität sozialer Ungleichheit, dessen Raumpoetik ein bitterböses Zerrbild der „Trickle Down Economics“ entwirft". Anna Menta schreibt für Decider: „Es ist deutlich, dass das Gefängnis und die Plattform eine Metapher für den Kapitalismus sind. Wenn die Gefangenen nur zustimmen würden, zusammenzuarbeiten und die Ressourcen zu rationieren, wie in einer demokratisch-sozialistischen Gesellschaft, würde jeder ernährt werden. Stattdessen liegt eine „der Gewinner erhält alles“-kapitalistische Gesellschaft vor, die die Leute am Boden sterbend und sich gegenseitig auffressend zurücklässt.“ Dabei wird er hinsichtlich der Hierarchie besonders mit Bong Joon-hos Snowpiercer verglichen, „in dem sich sämtliche Schichten ihrer gesellschaftlichen Stellung nach in einem um den Erdball zischenden Zug befinden; die Reichen ganz vorn, die Armen ganz hinten am Zugende. Für „Der Schacht“ verlagert Gaztelu-Urrutia dieses Prinzip nun – im wahrsten Sinne des Wortes – in die Vertikale,“ so Antje Wessels. Ian Sandwell für Digital Spy hebt aber den Unterschied hervor, dass das System im Schacht vollständig zufällig ist durch den monatlichen Wechsel der Ebenen. Dass man möglicherweise auch vom höheren Leben kosten könnte, macht jeden egoistisch. Die Insassen „scheinen auch von ihrem eigenen Egoismus eingesperrt. Genug zu essen, um zu überleben, reicht nicht aus. Es ist auch notwendig, diejenigen unter einem zu demütigen und zu erniedrigen,“ schreibt Nathaniel Muir.
Daher sei der Film keine Versinnbildlichung des Sprichworts „eat the rich“ („Iss die Reichen.“), sondern zeige vielmehr, wie sich die Armen gegenseitig verschlingen, beziehungsweise dazu gezwungen werden, sich gegenseitig zu bekämpfen und aufzuessen. Nach oben zu gelangen, führt aber nicht zu mehr Empathie gegenüber den Unteren, und die Idee der Umverteilung von Wohlstand wird verlacht, sobald man höhersteht. Denn, so sagt Jon Atkinson für ScreenRant, „wie vielfach durch echte Milliardäre gestützt, wären Leute der Unterschicht, wenn sie die Chance dazu hätten, so gierig und korrupt, wie die Oberschicht von ihnen wahrgenommen wird.“ Eine höhere Position verleihe „ein egoistisches Gefühl des Privilegs und die Chance, – buchstäblich und bildlich – auf die weniger Glücklichen zu scheißen.“ Dieses Verhalten wird in der Rezeption besonders an Trimagasi herausgearbeitet, der sich zu Beginn auf einer „mittleren Ebene“ befindet, also weder ganz oben noch weit unten, und sowohl Leute über sich als auch unter sich hat. Atkinson benennt Trimagasis „eklatante Missachtung für die Unteren und unbedeutende Klagen über die Oberen.“  Laut Amy Nicholson für Variety spucke er auf die Reste, um sich in seiner Position mächtig zu fühlen. Er rechtfertigt seine Gehässigkeit gegenüber denen unter ihm damit, dass sie es ja auch tun würden. Obwohl seine Geschichte hinter dem Messer eine antikapitalistische Tirade sei, glaubt er fest an den Kapitalismus, weswegen er den Vorschlag des Rationierens als Kommunismus ablehnt.
Bei solcher menschlichen Charakteranlage stellt sich die Frage, wie in diesem kaputten System ein Wandel herbeigeführt werden kann. Hier wird Goreng Imogiri gegenübergestellt. Als ihre Versuche, durch Bitten und Vernunft zu überzeugen, scheitern, muss er mit Drohungen einschreiten. „Doch leider bringt dies nichts, um die oberen Ebenen zu beeinflussen, wo Wandel eigentlich beginnen muss, und tut somit wenig, um das gesamte System zu überholen.“ Das Drehbuch stimme sich weniger auf eine systematische Revolution als auf die persönliche Verantwortung ein, die diese antreibt, sagt David Ehrlich von IndieWire: Goreng müsse selbst die Veränderung sein, die er in der Welt sehen will. Er und Baharat entwickeln die Idee, eine Botschaft nach oben zu schicken, welche schließlich das Mädchen wird. Sie deutet Atkinson so: „Als Repräsentation der Hoffnung für die Zukunft und von Unschuld liefert das Kind aus Ebene 333 die perfekte Botschaft für diejenigen auf Ebene 0 und die Verwaltung, dass sich etwas ändern muss. Ihre dürftige Existenz, neben die oft mit Kindern assoziierte Hoffnung gestellt, macht unmissverständlich deutlich, dass Kinder oft die geschädigsten Opfer des Klassenkampfes sind.“ Der Film schließt damit, dass das Mädchen nach oben fährt. „Das Ende lässt offen, ob die Botschaft ausreichend ist, um die Leute an der Spitze zu überzeugen, ihre Lebensweise zu ändern. Goreng tat alles, was er konnte. Jetzt ist es in ihren Händen.“ Während das Mädchen nach oben ins Licht zurückkehrt, entscheidet Goreng sich, in der Dunkelheit mit Trimagasi zurückzubleiben. Denn während er versucht hat, etwas zu verändern, hat er auch sich selbst verändert und von ihm zuvor verurteilte Handlungen Trimagasis übernommen, um zu überleben, nämlich gemordet und Menschenfleisch gegessen. „Gorengs Taten gewähren ihm einen vorurteilsfreien Blick auf alles, was Trimagasi und andere getan haben. Da er das Gleiche getan hat, ist Goreng nun eine Repräsentation des Systems, das er aufbrechen wollte. Er ist ein Symbol der alten Art zu existieren und entgegengesetzt zu allem, was das Mädchen repräsentiert.“
Atkinson von ScreenRant sieht in dem Film auch einen religiösen Unterton, denn the pit (englisch für Grube) sei auch eine Bezeichnung für die Hölle. Mit den scheinbar endlosen Ebenen lasse Gorengs Abstieg sich mit Dante Alighieris Göttlicher Komödie vergleichen. Außerdem wirke die Ebene 0 mit den erlesenen Speisen himmlisch beziehungsweise paradiesisch mit einem einzelnen gottähnlichen Aufseher über die Köche. Hier sind keine Worte zu hören, sondern Geigenmusik. Am untersten Ort entscheide Goreng sich aber zum Bleiben, um für seine Sünden gebraten zu werden. Zugleich wird er oft als Messias oder Erlöser bezeichnet, sodass es passe, dass er sich opfert, um die Sünden, die die Grube verkörpert, aufzuheben.

### Stilmittel
Regisseur Gaztelu-Urrutia schafft durch die Konzeption des Settings eine beklemmende, klaustrophobische Atmosphäre, indem der Handlungsort sowohl eng als auch weit ist. „Die Insassen können den Schacht hoch und herunter schauen. Diese Bilder zeigen die scheinbare Endlosigkeit der Struktur. Dass niemand weiß, wie groß der Turm tatsächlich ist, trägt nur zu seiner Größe bei.“ Zugleich wird der Raum und Bewegungsspielraum innerhalb der Zellen durch das Loch in der Mitte stark eingeschränkt, ebenso der Handlungsspielraum in Bezug auf die Plattform durch das Zeitlimit, wie lange sie auf einer Ebene bleibt und das Essen verfügbar ist. „Es gibt schlicht nie genug Raum oder Zeit für die Figuren, um zu tun oder zu sagen, was sie müssen.“ Der Film ist durch die Einrichtung der Zellen in einer Minimalästhetik gestaltet und hauptsächlich in einem dunklen Steingrau gehalten. „Wenn es Farbe gibt, ist das üblich dunkles Rot oder Blau. […] Eine so simple Farbe wie einfaches Grün sticht für das Publikum heraus.“ Die Enge führt auch zu einer extremen Nähe, ausgedrückt in der Kameranähe. In der Zelle wird Goreng das erste Mal gezeigt durch einen „so starken Zoom, das man seine Wimpern zählen kann. Und es gibt keinen Grund für Kameramann Jon D. Dominguez einen Schritt nach hinten zu machen – das Set ist eine graue Box, die tägliche Fütterung ist widerlich gedreht mit extremen Close-ups auf dreckige Finger, die ihre Münder unter dem Geräusch von Schmatzen mit Reis stopfen. […] Selbst eine fantasierte Liebesszene zwischen Goreng und [Miharu] zoomt auf ihre Zungen.“ Auch die Verwendung von Körperflüssigkeiten, das buchstäbliche Aufeinanderpissen oder -scheißen, trägt zum Ekel durch Widerlichkeit bei, das selbst die grundlegendsten menschlichen Funktionen Kotzreiz auslösend erscheinen lässt. „Der Soundtrack schmatzt mit der Musik kranker Körper, wenn immer jemand seine Zähne in einen Brocken Nahrung senkt, und das bevor Menschen selbst auf dem Menü stehen. Es dauert nicht lange, bis selbst die Delikatessen auf der Plattform ungenießbar scheinen, und Gaztelu-Urrutia tilgt deinen Appetit genau zur rechten Zeit für eine ungebetene Sexzene; deren Bilder an sich sind überraschend geschmackvoll, aber man wird nicht einmal ein kleines Bisschen in der Stimmung sein, sie zu genießen. Unsere grundlegenden Funktionen werden so abscheulich, dass Gorengs Optimismus die einzige schmackhafte Option wird.“

## Produktion

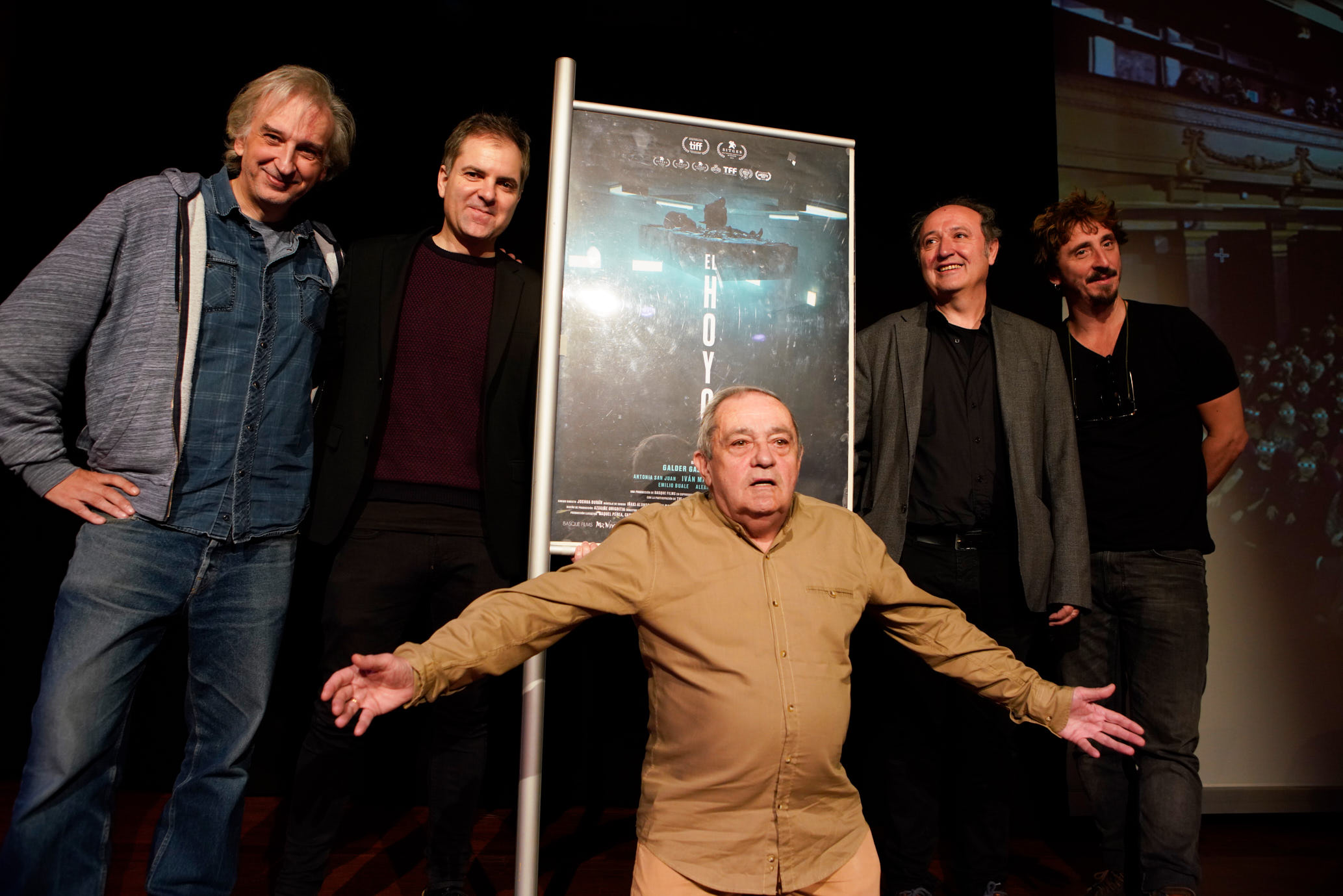
Drehbuchautor Pedro Rivero, Regisseur Galder Gaztelu-Urrutia, Schauspieler Zorion Egileor, Produzent Carlos Juárez und Hauptdarsteller Iván Masagué

Regie führte Galder Gaztelu-Urrutia, das Drehbuch schrieben David Desola und Pedro Rivero.
Iván Massagué ist in der Hauptrolle von Goreng zu sehen, Zorion Eguileor spielt seinen Zellengenossen Trimagasi. Alexandra Masangkay übernahm die Rolle von Miharu, die nach ihrer Tochter sucht, Antonia San Juan spielt Imoguiri, die früher selbst Teil der Administration war. Emilio Buale spielt Baharat, der versucht mit einem Seil zur obersten Ebene hinaufzusteigen.
Die Filmmusik komponierte Aránzazu Calleja. Das Soundtrack-Album wurde am 12. Juni 2020 von der Plaza Mayor Company als Download veröffentlicht.
Der Film feierte am 6. September 2019 im Rahmen des Toronto International Film Festivals seine Premiere. In Spanien wurde er erstmals im Oktober 2019 beim Sitges Film Festival gezeigt. Am 20. März 2020 wurde er in das Programm von Netflix aufgenommen.

## Rezeption

### Jugendschutz
Der Schacht ist in Deutschland bei Netflix nur nach Eingabe des Jugendschutz-Codes zu sehen. Die Filmkritikerin Antje Wessels verweist in ihrer Kritik auf die vereinzelten Schockmomente, wenn beispielsweise immer wieder plötzlich Körper von oben durch den Schacht fallen, an den Enden der Plattformen aufschlagen oder direkt ganz in die Tiefe rauschen. Die Bilder würden spätestens dann besonders intensiv, wenn Galder Gaztelu-Urrutia die triebgesteuerten Gefilde des Kannibalen-Horror-Subgenres streift. Eine Splatterorgie sei Der Schacht aber nicht, und der Regisseur stelle die Gewalt nie dem reinen Vergnügen wegen aus. Die Gewalt werde im Film vor allem als Mittel genutzt, Informationen über seine Figuren zu präsentieren, und bei Morden werde selten auf den Akt geschnitten, sondern eher auf den wertenden Blick eines Dritten, bemerkt Lucas Barwenczik vom Filmdienst.

### Kritiken und Erfolg
Der Film konnte bislang 80 Prozent aller Kritiker bei Rotten Tomatoes überzeugen.
Benjamin Lee vom Guardian erklärt, der Film folge einem teuflischen Rezept, das aus Teilen von Cube, Saw und Snowpiercer zubereitet wurde und dennoch eine ganz eigene Schärfe aufweise. In Anbetracht der im März 2020 grassierenden Coronavirus-Pandemie bemerkt Lee, der Film könne den zu Hause Eingesperrten an das Bedürfnis nach Solidarität und die Bedeutung des Kollektivs gegenüber dem Einzelnen erinnern. Der Schacht sei  ein Horrorfilm, der etwas zu sagen habe, und Galder Gaztelu-Urrutia führe den Zuschauer tiefer und tiefer in eine zunehmend böse Höllenlandschaft, die sich mit wechselnden moralischen Standpunkten befasst und dabei mit nur wenig Optimismus auskommt. Wenn der Jedermann Goreng Level 47 mit einer gewissen Hoffnung betritt und naiv Respekt von denen von „oben“ und Anstand von seinem Zellengenossen erwartet, werde schnell deutlich, dass hier Gier und Angst über alles herrschen: „Goreng wird als Kommunist bezeichnet, weil er an die Bedeutung von Rationen glaubt, und während des gesamten Films sehen wir, wie seine Reise zwischen den vielen Plattformen seine eigene Moral und Strategie beeinflusst und ihn dazu zwingt, Dinge zu tun, die er zuvor für unmöglich gehalten hätte.“ The Platform sei ein düsterer kleiner Film, der sich jedoch mit solch wilder Geschwindigkeit bewegt, dass man an der Leinwand klebe, nach Luft schnappe und zusammenzucke und vage ahnen könne, wie schlimm die Dinge noch werden können.
Lucas Barwenczik vom Filmdienst verweist in seiner Kritik auf Filme wie High Rise von Ben Wheatley, mit luxuriösen Festen auf dem Dach und Verzweiflung in den niederen Geschossen, die  ebenfalls Metaphern für eine ungleiche Gesellschaft seien.
Dani Di Placido von Forbes schreibt, der Film sei eine wunderbare Metapher für den gewaltigen Terror des Kapitalismus, bei dem sich jeder Einzelne selbst verwöhnt und seine Zeit „oben“ genießt, während sich die unsichtbaren Massen „unten“ bei lebendigem Leibe verspeisen. Ein solches System komme fast niemandem zugute, widersetze sich jedoch hartnäckig Veränderungen und bringe den Einzelnen dazu, so viel wie möglich zu nehmen, solange es da ist. The Platform biete jedoch mehr als nur Denkanstöße, jede einzelne Szene versorge den Zuschauer auch mit neuen Informationen und halte das Adrenalin im Fluss. The Platform sei ein Film, der die grassierende Ungleichheit des modernen Lebens verspotte und der schleichenden Paranoia des Lebens in Quarantäne ähnele.
Alfonso Rivera vom Online-Kinomagazin Cineuropa meint, unter der Oberfläche eines dystopischen Märchens und eines Science-Fiction-Thrillers verberge sich eine komplexe aber ausgefeilte Beobachtung unserer verrückten, selbstsüchtigen und verbraucherorientierten Zivilisation, in der das Fehlen einer gerechten Verteilung des Reichtums zu Chaos, Zerstörung beziehungsweise Selbstzerstörung oder einem anderen unvorstellbaren Ergebnis zu führen scheint.
Die Filmkritikerin Antje Wessels denkt, als ein wenig schade erweise sich an Der Schacht, dass die Macher am Ende doch alles ein wenig zu sehr erklären wollen, was schon bei einer Handvoll eingestreuter Flashbacks beginne, die mehr über die wichtigsten Charaktere verraten, als es für das Filmerlebnis eigentlich notwendig wäre. Durch allzu viel Aufschlüsselung des Gezeigten gehe sogar ein Stück weit der Reiz am Mysterium Schacht verloren. Dabei wäre der Film, ähnlich dem allein schon aus architektonischer Sicht artverwandten Cube, wie geschaffen dafür, den Zuschauer mit der Frage zu entlassen, was er da die vergangenen eineinhalb Stunden eigentlich gesehen hat. Wessels resümiert, Der Schacht sei eine recht plumpe Gesellschaftsallegorie, die aber vom Regisseur ebenso reizvoll wie blutig umgesetzt wurde. Besonders im letzten Drittel verliere der Film aber ein Stück weit an Attraktivität.
Wenige Tage nach seinem Start bei Netflix setzte sich der Film an die Spitze der beliebtesten Filme des Streaming-Anbieters. In den Allzeit-Charts befindet sich Der Schacht mit insgesamt 108,1 Millionen Abrufstunden auf Platz 2 unter den nicht-englischsprachigen Filmen.

### Auszeichnungen (Auswahl)
Der Schacht war einer von drei Filmen, der von Spanien als Beitrag für die Oscarverleihung 2021 in der Kategorie Bester Internationaler Film eingereicht werden sollte. Darüber hinaus gelangte der Film auch als Bester fremdsprachiger Film in die Vorauswahl für die Golden Globe Awards 2021. Im Folgenden weitere Auszeichnungen und Nominierungen.
Europäischer Filmpreis 2020
- Auszeichnung mit dem Jurypreis für die besten visuellen Effekte (Iñaki Madariaga)[18]

Goya 2020
- Auszeichnung für die Besten Spezialeffekte
- Nominierung als Bester Nachwuchsregisseur (Galder Gaztelu-Urrutia)
- Nominierung für das Beste Originaldrehbuch (David Desola und Pedro Rivero)[19]

Premis Gaudí 2020
- Auszeichnung für die Besten visuellen Effekte (Mario Campoy, Irene Río und Iñaki Madariaga)
- Nominierung für das Beste Drehbuch (David Desola und Pedro Rivero)
- Nominierung als Bester nicht-katalanischer Film (Galder Gaztelu-Urrutia, David Desola und Pedro Rivero)[20]

Sitges Film Festival 2019
- Auszeichnung als Bester Spielfilm mit dem Publikumspreis (Galder Gaztelu-Urrutia)
- Auszeichnung für die Besten visuellen Effekte (Iñaki Madariaga)
- Auszeichnung als Beste Neuentdeckung im Regiefach mit dem Citizen Kane Award (Galder Gaztelu-Urrutia)
- Auszeichnung als Bester Film im Official Fantàstic Competition (Galder Gaztelu-Urrutia)[21][22]

Torino Film Festival 2019
- Auszeichnung mit dem Scuola Holden Award (David Desola und Pedro Rivero)
- Nominierung als Bester Spielfilm für den Preis der Stadt Turin (Galder Gaztelu-Urrutia)[23]

Toronto International Film Festival 2019
- Auszeichnung mit dem Grolsch People’s Choice Award in der Sektion Midnight Madness (Galder Gaztelu-Urrutia)

## Synchronisation

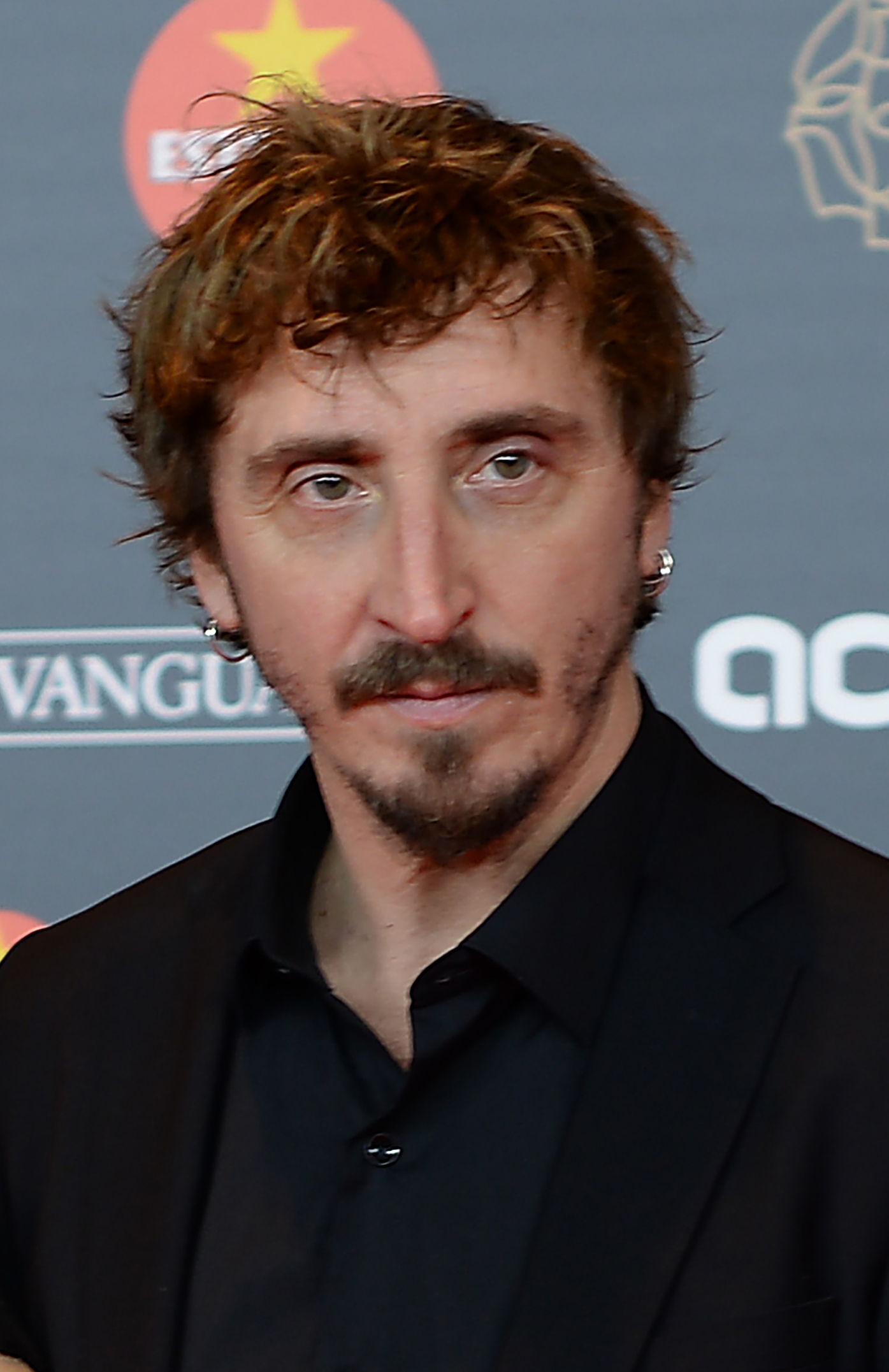
Iván Massagué spielt Goreng

Die deutsche Synchronisation entstand nach einem Dialogbuch und der Dialogregie von Daniel Montoya im Auftrag der Interopa Film GmbH, Berlin.
| Darsteller          | Synchronsprecher  | Rolle     |
| ------------------- | ----------------- | --------- |
| Iván Massagué       | Alexander Doering | Goreng    |
| Emilio Buale        | Peter Sura        | Baharat   |
| Antonia San Juan    | Sabina Trooger    | Imoguiri  |
| Alexandra Masangkay | Runa Aléon        | Miharu    |
| Zorion Eguileor     | Uli Krohm         | Trimagasi |

## Fortsetzung
Die Fortsetzung Der Schacht 2 feierte Ende Septembers 2024 beim San Sebastian International Film Festival ihre Premiere und wurde am 4. Oktober 2024 ins Programm von Netflix aufgenommen. Für den Film kehrte Galder Gaztelu-Urrutia als Regisseur und Drehbuchautor zurück, während Milena Smit und Hovik Keuchkerian als neuer Hauptdarsteller verpflichtet wurden.